# Бахматов, Анатолий Андреевич
Анатолий Андреевич Ба́хматов (8 августа 1950, д. Миронова) — краевед, автор книг по истории Юрлинского района.

## Биография
Родился 8 августа 1950 года в д. Миронова Юрлинского района (ныне — Пермского края).
В 1977 году окончил факультет биологии Нижнетагильского государственного педагогического института.
В 1977—1990 годах работал в Юрлинском райкоме ВЛКСМ (заведующий школьным отделом, второй секретарь), Юрлинском райкоме КПСС (инструктор, заведующий кабинетом политического просвещения, заведующий идеологическим отделом, секретарь).
В 1991—1994 годы — младший редактор Коми-Пермяцкой окружной редакции радиовещания по Юрлинскому району. С 1994 года — управляющий делами администрации Юрлинского района.
В настоящее время — на пенсии.
С 1980 года — организатор и руководитель Юрлинского районного историко-краеведческого музея.

## Творчество
книги
- Бахматов А. А. Память: Историко-документальная хроника Юрлинского района. — Кудымкар: Коми-Пермяцкое кн. изд-во, 1999. — 392 с. — ISBN 5-87901-046-5.
- Бахматов А.А. По ступенькам памяти. — Кудымкар: ГОУП «Кудым.типография», 2001. — 192 с.
- Бахматов А.А., Подюков И.А., Хоробрых С.В., Черных А.В. Память: Юрлинский край: Традиционная культура русских конца XIX-ХХвв. — Кудымкар: Коми-Пермяцкое кн. изд-во, 2003. — 496 с.
- Бахматов А.А., Голева Т.Г., Подюков И.А., Черных А.В. Память: Русские в Коми-Пермяцком округе: обрядность и фольклор. — Пермь: «ОТ и ДО», 2008. — 501 с.
- Бахматов А. А. Записки краеведа. — Пермь: ОТ и ДО, 2009. — 280 с. — ISBN 978-5-904013-28-8. Архивировано 13 июля 2018 года.
- Бахматов А. А. Акты гражданского состояния как источники исследования жизни населения Юрлинского района. — Пермь: Богатырев П. Г., 2011. — 180 с.
- Бахматов А. А. Летопись деревень Юрлинского района.
  - . — Пермь: Богатырев П. Г., 2014. — Т. 1: Вятчинский сельсовет. — 412 с.
  - Бахматов А. А., Моисеева Е. В. . — Пермь: Богатырев П. Г., 2014. — Т. 2: Дубровский сельсовет. — 372 с.
  - . — Пермь: Богатырев П. Г., 2014. — Т. 3: Петраковский сельсовет. — 364 с.
  - . — Пермь: Богатырев П. Г., 2015. — Т. 4: Усть-Зулинский сельсовет. — 464 с. — ISBN 978-5-93214-083-3.
  - Бахматов А. А., Фирсова Т.П. . — Пермь: Богатырев П. Г., 2016. — Т. 5: Титовский сельсовет. — 384 с.
- Бахматов А. А. На забытой войне. — Пермь: Богатырев П. Г., 2018. — 291 с.
- Бахматов А. А. Нас водила молодость. — Пермь: Богатырев П. Г., 2018. — 187 с.
- Бахматов А. А., Бахматова Г. А. Тайны Русского острова. — Пермь: «Пушка», 2018. — 200 с.